# Cơm rượu (thực vật)
Cơm rượu (danh pháp khoa học: Glycosmis pentaphylla) là một loài thực vật có hoa trong họ Cửu lý hương. Loài này được Anders Jahan Retzius mô tả khoa học đầu tiên năm 1788 dưới danh pháp Limonia pentaphylla. Năm 1824 Augustin Pyramus de Candolle chuyển nó sang chi Glycosmis.
Một trong các tên gọi dân gian của Glycosmis pentaphylla tại Việt Nam là bưởi bung, cùng họ nhưng không thuộc chi Bưởi bung (Acronychia).

## Lưu ý
Năm 1805 José Francisco Corrêa da Serra đặt ra chi Glycosmis và cho rằng Limonia arborea và Limonia pentaphylla thuộc về chi mới thành lập, nhưng ông lại không đặt ra các danh pháp tương ứng của chúng trong chi mới. Cả hai danh pháp này hiện nay đều là đồng nghĩa của Glycosmis pentaphylla.

## Hình ảnh

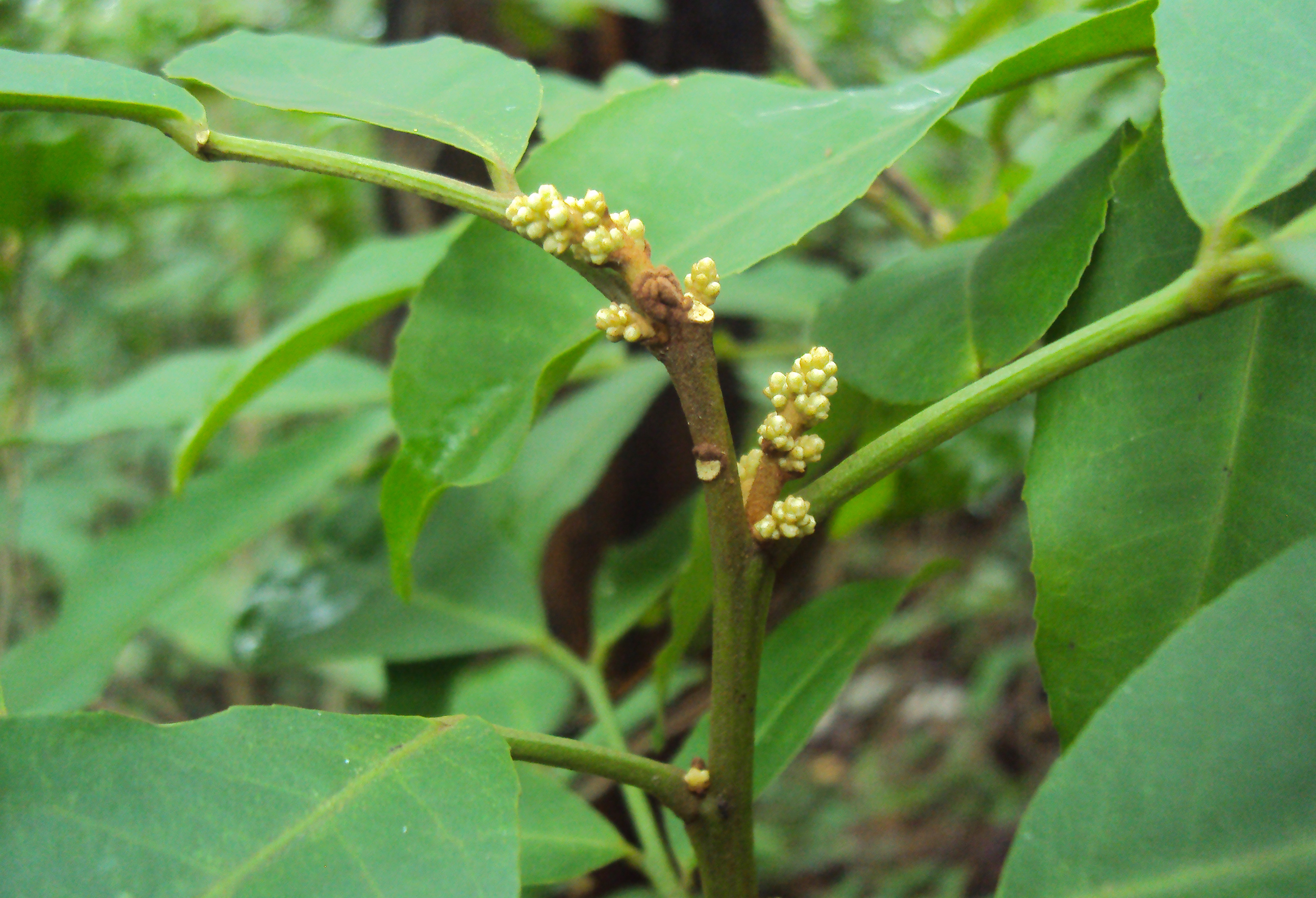
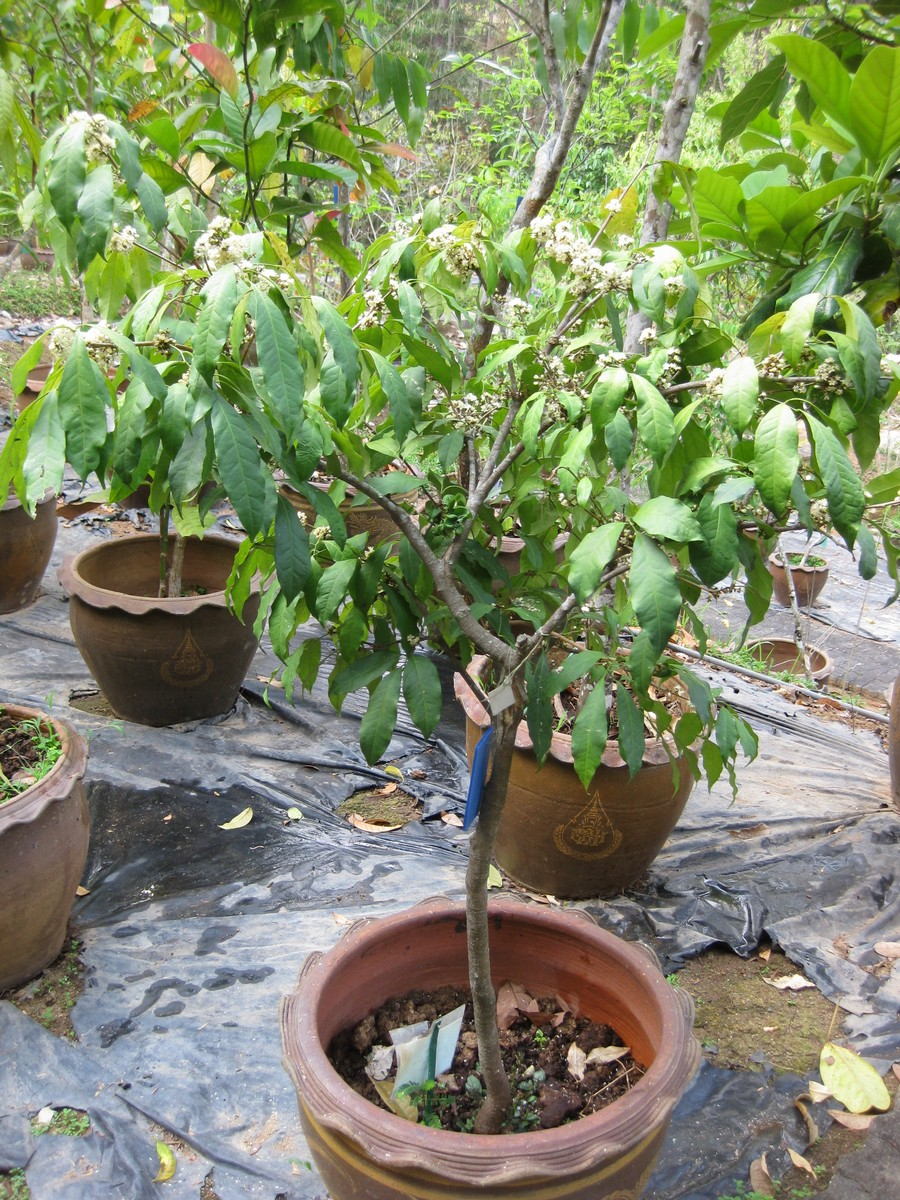
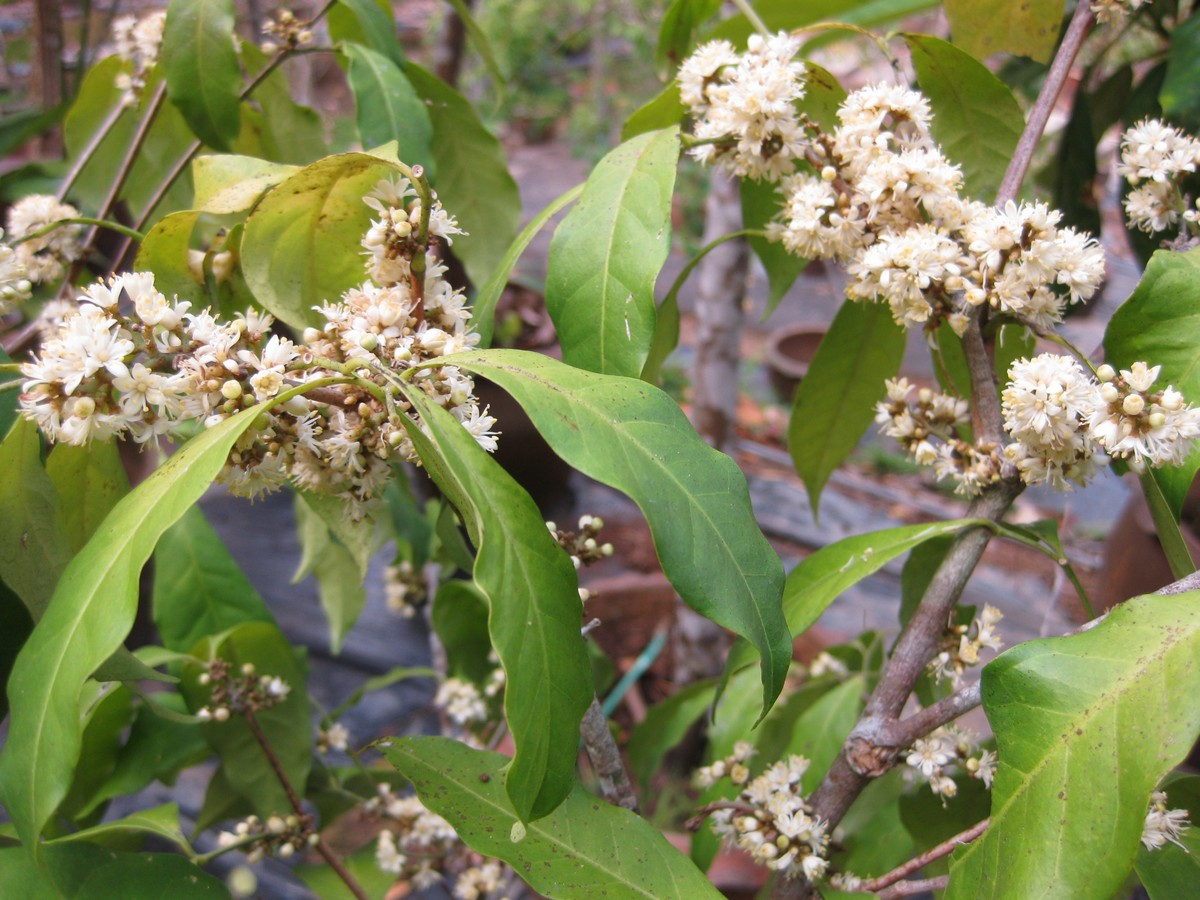
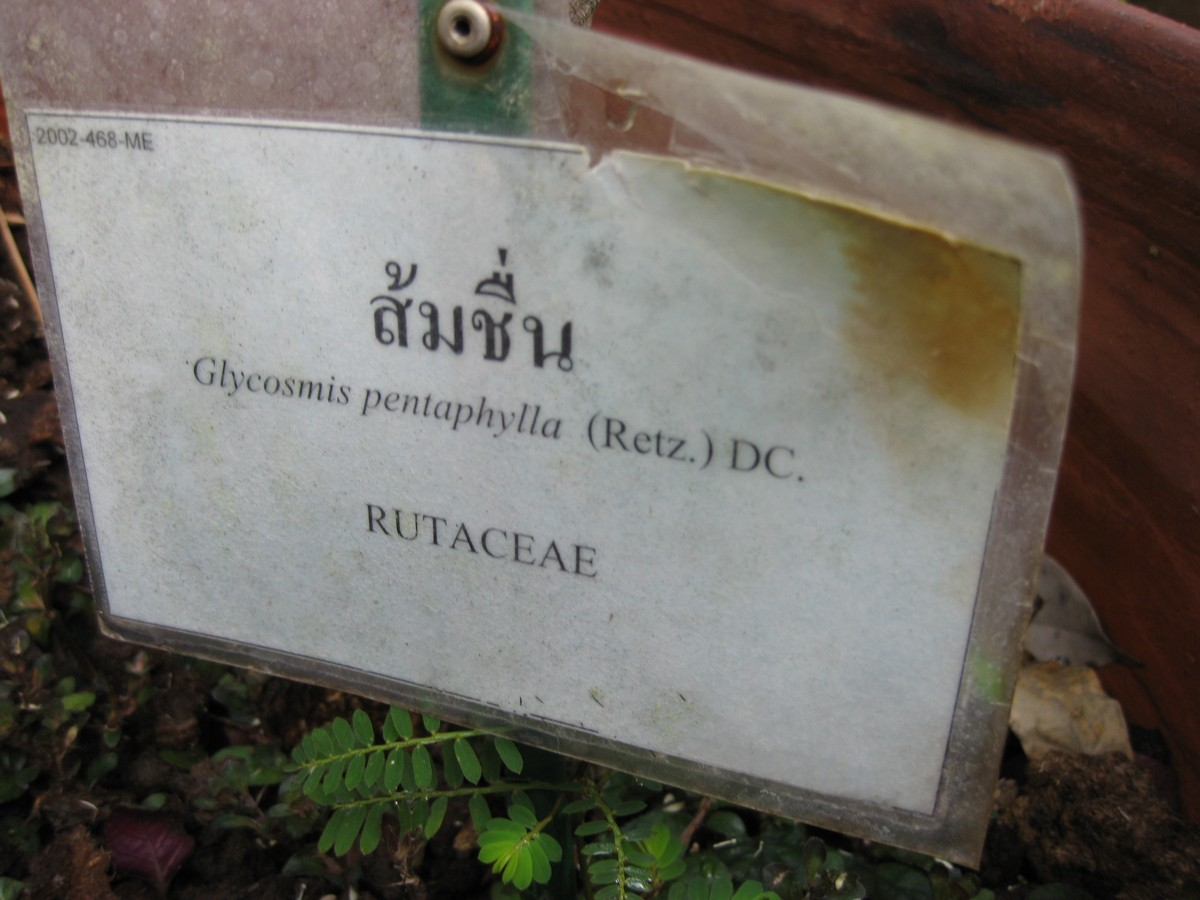